# Vrbovac (gmina Sokobanja)
Vrbovac (cyr. Врбовац) – wieś w Serbii, w okręgu zajeczarskim, w gminie Sokobanja. W 2011 roku liczyła 472 mieszkańców.